# Sasha Colby
Sasha Colby és una artista drag estatunidenca i competidora de concursos de bellesa. El 2012 va guanyar la competència de Miss Continental, i el 2023 va guanyar la quinzena temporada de RuPaul's Drag Race.

## Primers anys
Sasha Colby va néixer a Hawaii. Va ser criada en un lloc conservador de Testimonis de Jehová.

## Carrera
Sasha Colby ha estat descrita com una "reina de bellesa", una "llegenda drag", i una "llegenda del concurs". Va guanyar la competència de Miss Continental en 2012.
També ha estat descrita com una "model trans i activista". En 2020, Sasha Colby va representar a Hawaii en el vídeo, que presentava drag queens dels 50 estats i Washington, D. C., i buscava mobilitzar als votants en les eleccions presidencials dels Estats Units de 2020. Abans de la pandèmia de COVID-19, organitzava un esdeveniment mensual trans-inclusiu en The Chapel, situat en West Hollywood.
El 2018, Sasha Colby va participar en el programa drag NightGowns de Sasha Velour i va aparèixer en la sèrie documental del programa teatral en 2020. Al costat d'altres drag queens, Sasha Colby va caminar per la passarel·la abans de la presentació de Jennifer Lopez en els IHeartRadio Music Awards amb un look inspirat en Lopez. Chrissy Callahan d'NBC News va dir que la mirada de Sasha Colby "va canalitzar" el vídeo musical "Jenny from the Block".
Sasha Colby competeix en la quinzena temporada de RuPaul's Drag Race. És la "mare drag" de la concursant de la catorzena temporada Kerri Colby.

## Vida personal
Sasha Colby és una dona transgènere. Té la seva seu a Chicago i a Los Angeles.

## Filmografia

### Televisió
| Any  | Títol                        | Paper        | Notes                                                         | Ref    |
| ---- | ---------------------------- | ------------ | ------------------------------------------------------------- | ------ |
| 2018 | Hawaii Five-0                | Malie        | Temporada 9, Episodi 4: "A'ohe kio pohaku nalo i ke alo pali" | [ 20 ] |
| 2020 | NightGowns                   | Ella mateixa | Temporada 1, Episodi 3: "Sasha Colby"                         |        |
| 2023 | RuPaul's Drag Race           | Ella mateixa | Temporada 15 concursant                                       | [ 3 ]  |
| 2023 | RuPaul's Drag Race: Untucked | Ella mateixa | Temporada 15 concursant                                       | [ 3 ]  |

### Vídeos musicals
| Any  | Títol                  | Artista                               |
| ---- | ---------------------- | ------------------------------------- |
| 2016 | "Tongue Pop the Halls" | Alyssa Edwards                        |
| 2017 | "She's Gotta Habit"    | Detox feat. Ellis Miah & Keisha Henry |
| 2018 | "Excusi the Beauty"    | Latrice Royale                        |
| 2021 | "GAP"                  | Heidi N Closet feat. Widow Von'Du     |
| 2021 | "Queen of the North"   | Brooke Lynn Hytes feat. Priyanka      |